# Nyíregyháza Tigers 2009
Questa voce raccoglie le informazioni riguardanti i Nyíregyháza Tigers nelle competizioni ufficiali della stagione 2009.

## Divízió I 2009

### Stagione regolare
| 6 settembre 2009 1ª giornata | Nyíregyháza Tigers | 18 – 26 (6-0 6-13 6-0 0-13) | Budapest Cowboys | (200 spett.) |

| 12 settembre 2009 2ª giornata | Budapest Titans | 0 – 39 (0-14 0-8 0-7 0-10) | Nyíregyháza Tigers | (100 spett.) |

| 26 settembre 2009 4ª giornata | Győr Sharks | 55 – 23 (6-3 21-13 14-0 14-7) | Nyíregyháza Tigers | (100 spett.) |

| 10 ottobre 2009 6ª giornata | Nyíregyháza Tigers | 3 – 28 | Budapest Wolves | (300 spett.) |

### Playoff
| 24 ottobre 2009 Semifinale | Budapest Wolves | 26 – 7 (6-7 6-0 14-0 0-0) | Nyíregyháza Tigers | (102 spett.) |

## Statistiche di squadra
| Competizione      | %Vittorie | In casa | In casa | In casa | In casa | In casa | In casa | In trasferta | In trasferta | In trasferta | In trasferta | In trasferta | In trasferta | Totale | Totale | Totale | Totale | Totale | Totale |
| Competizione      | %Vittorie | G       | V       | N       | P       | Pf      | Ps      | G            | V            | N            | P            | Pf           | Ps           | G      | V      | N      | P      | Pf     | Ps     |
| ----------------- | --------- | ------- | ------- | ------- | ------- | ------- | ------- | ------------ | ------------ | ------------ | ------------ | ------------ | ------------ | ------ | ------ | ------ | ------ | ------ | ------ |
| Stagione regolare | .250      | 2       | 1       | 0       | 1       | 21      | 54      | 2            | 2            | 0            | 0            | 62           | 55           | 4      | 1      | 0      | 3      | 83     | 109    |
| Playoff           | .000      | 0       | 0       | 0       | 0       | 0       | 0       | 1            | 0            | 0            | 1            | 7            | 26           | 1      | 0      | 0      | 1      | 7      | 26     |
| Totale            | .200      | 2       | 1       | 0       | 1       | 21      | 54      | 3            | 2            | 0            | 1            | 69           | 81           | 5      | 1      | 0      | 4      | 90     | 135    |